# 京成上野站
京成上野站（日语：／ Keisei-ueno eki */?）是位於日本東京都台東區上野公園，屬於京成電鐵本線的鐵路車站。車站編號是KS01。旅客指南及相關資訊採用省略京成字樣的「上野」，但站名牌仍以「京成上野」表示。

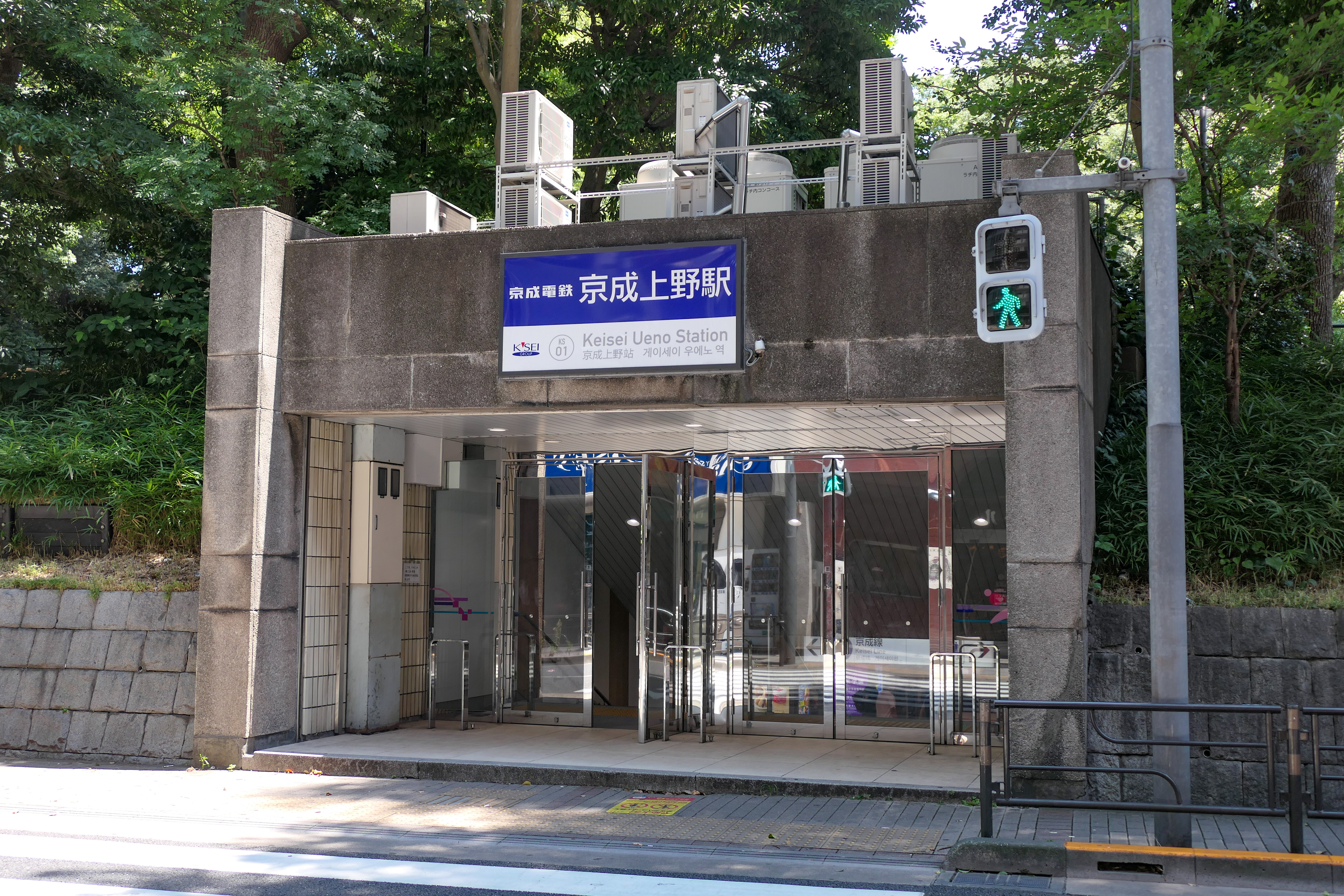
池之端出入口（2021年8月）

## 历史
現在京成電鐵的前身京成電氣軌道，最初沒有都心地區的鐵路總站，之後為了取得進入淺草的執照發生賄賂事件，轉而收購能進入上野的筑波高速度電氣鐵道，並將線路延伸至本站（昭和初期由於技術問題無法建設往筑波方向的鐵道，因此只保留上野 - 青砥區間）。
太平洋戰爭末期，由於陸運統制令，本站 - 日暮里站間遭到強制徵收而停止營業，並將下行線三軌化及增加設備以便有需要時將國鐵車輛運入地下線，不過至戰爭結束為止都未有實際運用。之後恢復客運業務時，由於下行線須進行復原工程，因此先使用上行線做單線運轉。

### 年表
- 1929年（昭和4年）2月12日－筑波高速度電氣鐵道取得執照[2]。
- 1930年（昭和5年）10月15日－筑波高速度電氣鐵道與京成電氣軌道（現京成電鐵）合併[3]。
- 1933年（昭和8年）12月10日－「上野公園站」開業。開業時為2面4線（4卡編成）。
- 1945年（昭和20年）
  - 6月10日－依運輸省命令停止營業。
  - 10月1日－營業再開。
- 1953年（昭和28年）5月1日－改名「京成上野站」。
- 1967年（昭和42年）－6卡編成運行開始，1號線關閉改建，月台延長，成2面3線構造。
- 1972年（昭和47年）－10月25日 「SkyLiner」開始運行，車站改良工程動工，規模縮小。6卡編成改至日暮里站折返。
- 1973年（昭和48年）
  - 6月16日－全面整修，半年停止營業（其間全列車於日暮里站折返）。
  - 12月16日－1面2線月台啟用，恢復營業。
- 1976年（昭和51年）－成為京成第2個設自動驗票閘門的車站。
  - 7月－1面2線月台增設工程完成。
- 1988年（昭和63年）2月1日： 車站範圍内實行全天禁煙[4]。
- 2017年（平成29年）：
  - 10月3日：1月台增設固定柵欄[5]。
  - 10月5日：2月台增設固定柵欄[5]。
  - 10月7日：3月台增設固定柵欄[5]。
  - 10月10日：4月台增設固定柵欄[5]。
- 2019年（平成31年）3月19日：車站整修工程完工[6][7]，並正式導入發車音樂[6]。
- 2020年（令和2年）1月31日：1月台與2月台新增廁所[8]。

## 車站

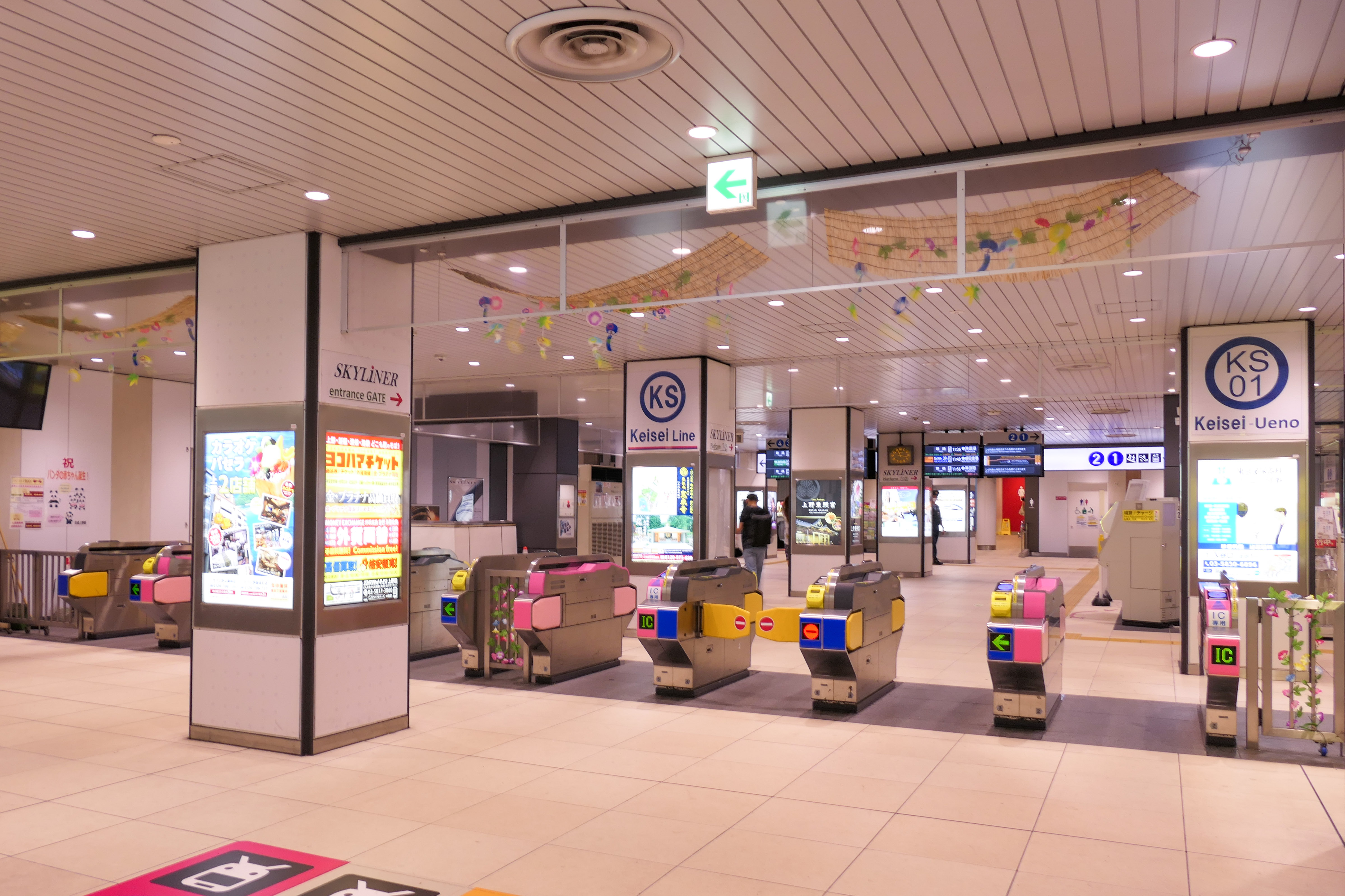
檢票口（2021年8月）
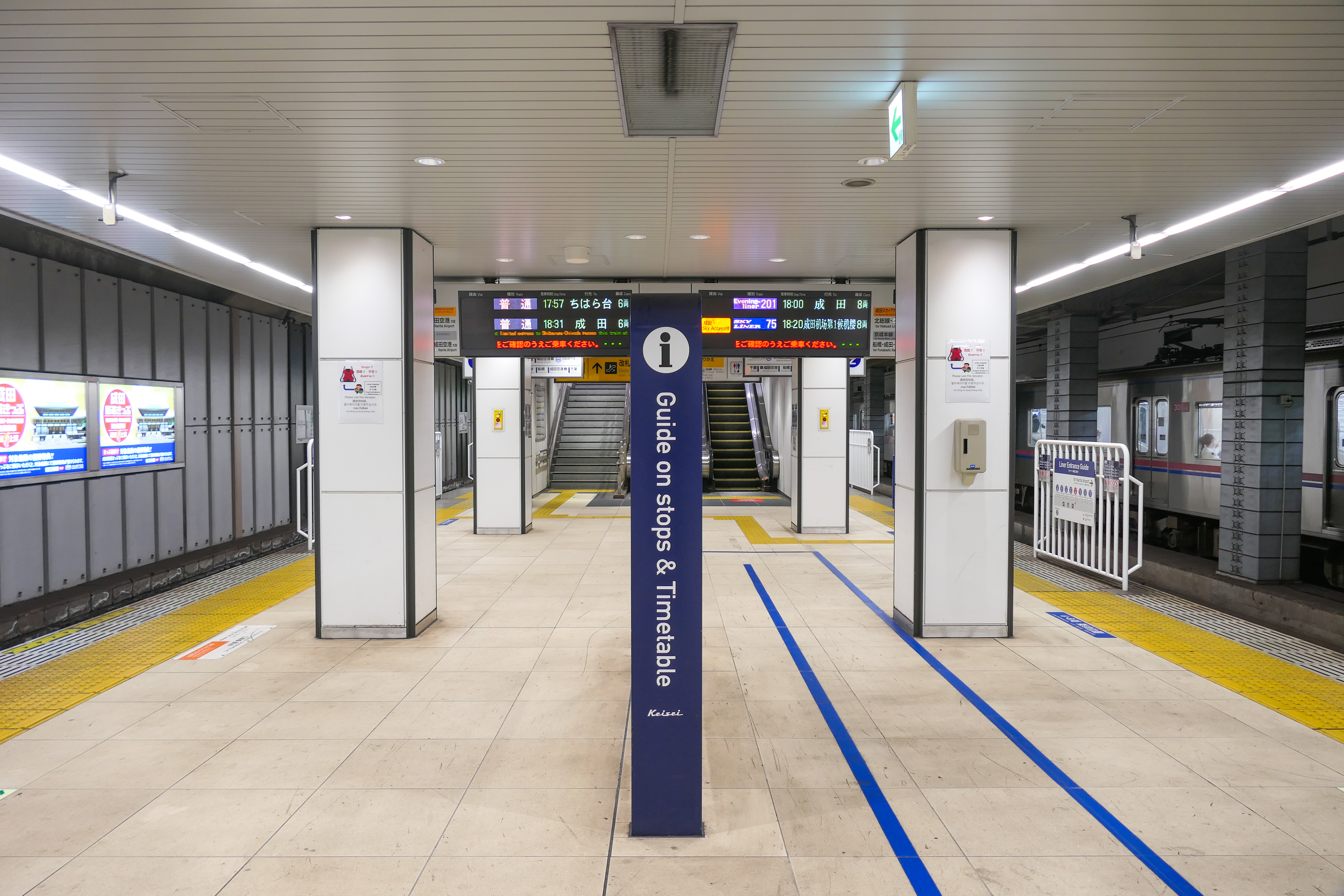
1號與2號月台（2023年7月）
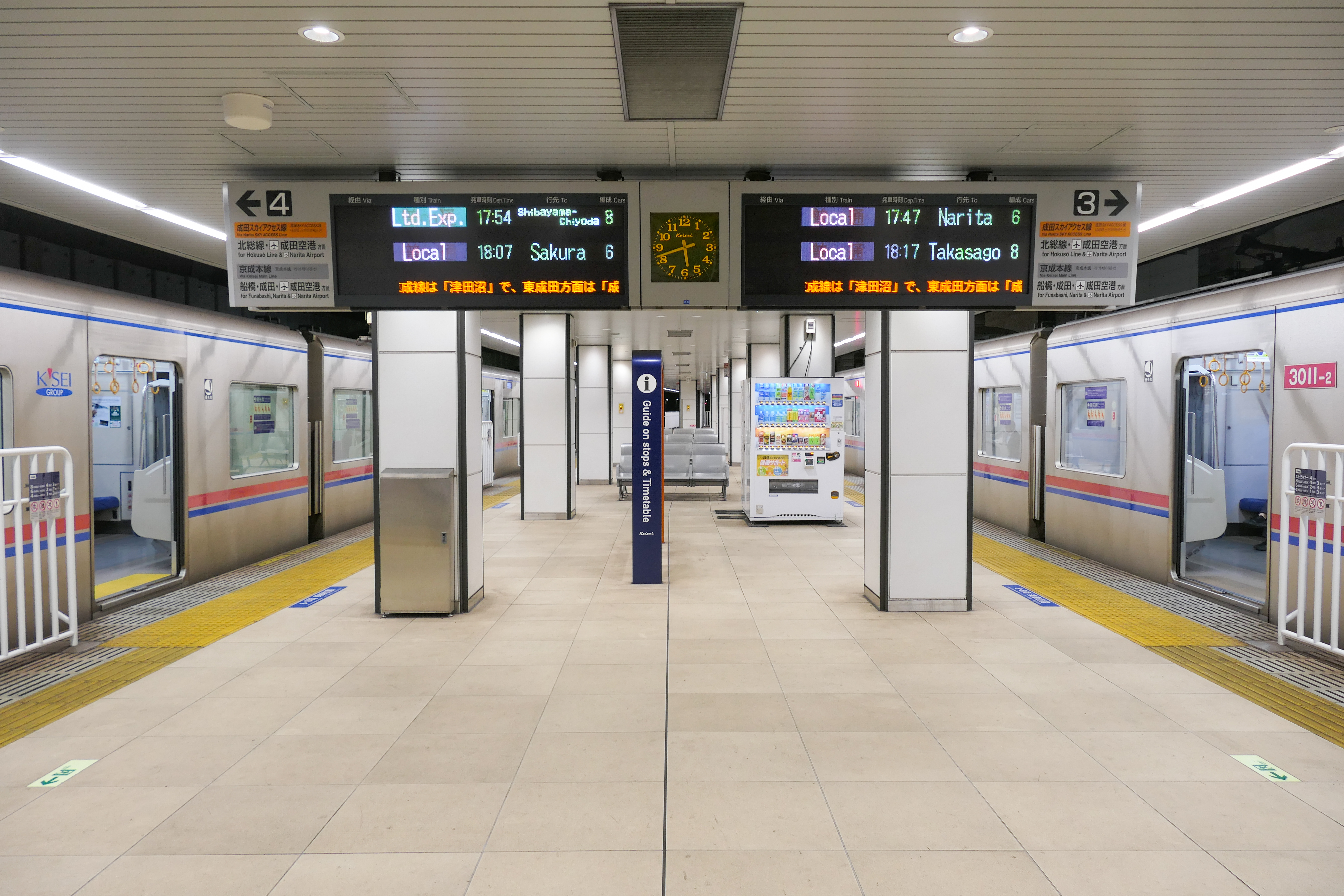
3號與4號月台（2023年3月）

本站是島式月台2面4線的地下車站，為京成本線的終端站。本站位於上野公園的正下方位置，地下1樓為大廳層，地下2樓則為月台。車站改建工程在站內增設電扶梯與電梯。付費區內有無障礙廁所。付費區的列車資訊顯示器原先與其他車站一樣採用LED式，之後隨著成田機場線（成田Sky Acces）通車，2010年改為LCD式。
車站往地面的出入口分別有靠近東日本旅客鐵道（JR東日本）上野站與上野公園（西鄉銅像附近）入口的正面口與兩個池之端口。透過檢票口外的地下通道可往中央通對向的友都八喜多媒體上野店與阿美橫丁方向（開放時間為首班車至22時），也可通往東京地下鐵、JR東日本上野站進行轉乘。乘客可購入JR東日本、京成電鐵兩站的連絡定期乘車券。
本站有與2009年3月16日啟用的上野中央通地下通道連通，因此可直接前往上野廣小路站與上野御徒町站等御徒町周邊四站，但不能進行連絡運輸。
正面口右側牆壁有面以鯉魚旗及風車為靈感來源的陶板壁畫「風月延年」（墨西哥日裔壁畫家Luis Nishizawa作品）。該作品於1981年9月26日設於站內，後年移至現地。1976年，本站首次導入自動驗票閘門。1990年代更新時，在中央通道路增設「Skyliner」專用檢票口。之後再改回普通驗票閘門。現在中央右側有兩台寬型自動驗票閘門。
站內設有NTTBP與UQ Communications的公共無線網路設備，可使用docomo Wi-Fi、Wi2公共無線網路服務。
開業時的站房位於現在正面口中央通對面，當時稱「京成聚樂大樓」、「上野京成大樓」等，由久野節設計。當時是大日本食堂（現：聚樂）營業的餐廳，戰後曾做為京成電鐵本社，之後1969年至1977年為「上野京成飯店」。末期則開設友都八喜上野站前店與餐飲店等並設有阿美橫口，最終因建物老化於2006年拆除並重建為現在的友都八喜多媒體上野店。上野中央通地下通道完成後，大樓地下一樓可直通車站。
京成電鐵期望在2019年3月完成車站翻新工程。因應「Skyliner」帶來的外國觀光客，付費區外將設置觀光資訊處，增加寬型驗票閘門以方便旅客進出。站內也將以“上野之杜（もり）”為題使用木材與石頭做為設計素材，並進行廁所改建、商店增設等。本站為站長配置站，但僅管轄本站一站。

### 月台配置
| 月台  | 路線             | 類別              | 目的地                                                      | 備註                        |
| ----- | ---------------- | ----------------- | ----------------------------------------------------------- | --------------------------- |
| 1 - 4 | 成田Sky Access線 | 「Skyliner」      | 成田機場方向                                                |                             |
| 1 - 4 | 成田Sky Access線 | Access特急        | 青砥、京成高砂、北總線、成田機場方向                        | 下午5時以後駛入             |
| 1 - 4 | 京成本線         | 「City Liner」    | 青砥、京成船橋、京成成田方向                                | 2015年12月5日以後不定期運行 |
| 1 - 4 | 京成本線         | 「Evening Liner」 | 青砥、京成船橋、八千代台、京成佐倉、京成成田、 成田機場方向 |                             |
| 1 - 4 | 京成本線         | 一般電車          | 青砥、京成高砂、京成船橋、京成成田、 成田機場、京成千葉方向 |                             |

- 上表路線名來自成田機場線通車後的旅客資訊名稱。
- 尖峰時刻未依列車種別區分發車月台，但午間時段1號線停靠特急，2號線停靠「Skyliner」，3、4號線停靠普通班次。
- 「Skyliner」「City Liner」「Evening Liner」到站時會廣播乘車相關注意事項。
- 本站 - 日暮里站間不能搭乘「Skyliner」「City Liner」，本站 - 青砥站間不能搭乘「Skyliner」。

### 站內設施
全在付費區外。
- FamilyMart 京成上野站店
- 瑞穗銀行、郵貯銀行ATM
- 京成旅遊（日语：京成トラベルサービス）上野京成觀光中心（旅行代理店）
- 外幣兌換專門店「Travelex」京成上野店[18]
- 東京觀光情報中心京成上野支所
- Quick&Relaxation西洋館京成上野站店
- VIE DE FRANCE（日语：ヴィ・ド・フランス）京成上野站店
- 彩券行
- 地下計程車乘車場
- 投幣式置物櫃

## 使用情況
2023年度1日平均上下車人次為45,083人，不及相鄰的日暮里站一半（94,963人）。
近年1日平均上下、上車人次推移如下表。
| 年度               | 1日平均 上下車人次 | 1日平均 上車人次 | 來源     |
| ------------------ | ------------------ | ---------------- | -------- |
| 1990年（平成02年） |                    | 34,244           | [ * 1 ]  |
| 1991年（平成03年） |                    | 33,571           | [ * 2 ]  |
| 1992年（平成04年） |                    | 33,011           | [ * 3 ]  |
| 1993年（平成05年） |                    | 32,167           | [ * 4 ]  |
| 1994年（平成06年） |                    | 31,619           | [ * 5 ]  |
| 1995年（平成07年） |                    | 31,511           | [ * 6 ]  |
| 1996年（平成08年） |                    | 30,742           | [ * 7 ]  |
| 1997年（平成09年） |                    | 29,197           | [ * 8 ]  |
| 1998年（平成10年） |                    | 28,123           | [ * 9 ]  |
| 1999年（平成11年） |                    | 27,571           | [ * 10 ] |
| 2000年（平成12年） |                    | 26,992           | [ * 11 ] |
| 2001年（平成13年） | 49,828             | 26,797           | [ * 12 ] |
| 2002年（平成14年） | 50,007             | 26,619           | [ * 13 ] |
| 2003年（平成15年） | 47,962             | 25,956           | [ * 14 ] |
| 2004年（平成16年） | 47,265             | 25,696           | [ * 15 ] |
| 2005年（平成17年） | 47,518             | 25,786           | [ * 16 ] |
| 2006年（平成18年） | 48,000             | 26,033           | [ * 17 ] |
| 2007年（平成19年） | 47,561             | 25,825           | [ * 18 ] |
| 2008年（平成20年） | 46,814             | 25,400           | [ * 19 ] |
| 2009年（平成21年） | 46,503             | 25,153           | [ * 20 ] |
| 2010年（平成22年） | 44,399             | 24,507           | [ * 21 ] |
| 2011年（平成23年） | 43,241             | 23,806           | [ * 22 ] |
| 2012年（平成24年） | 44,002             | 24,197           | [ * 23 ] |
| 2013年（平成25年） | 43,576             | 23,901           | [ * 24 ] |
| 2014年（平成26年） | 43,363             | 23,863           | [ * 25 ] |
| 2015年（平成27年） | 44,814             | 24,664           | [ * 26 ] |
| 2016年（平成28年） | 46,432             | 25,559           | [ * 27 ] |
| 2017年（平成29年） | 49,028             |                  |          |
| 2018年（平成30年） | 50,818             | 27,871           | [ * 28 ] |
| 2019年（令和元年） | 50,235             | 27,489           | [ * 29 ] |
| 2020年（令和02年） | 30,980             | 16,480           |          |
| 2021年（令和03年） | 32,115             | 17,226           |          |
| 2022年（令和04年） | 38,573             | 20,906           |          |
| 2023年（令和05年） | 45,083             | 24,632           |          |

## 車站周邊
東北方為JR東日本上野站，往東為東京地下鐵上野站。本站位於上野公園與繁華街之間。
- 東日本旅客鐵道（JR東日本）、東京地下鐵（東京METRO） 上野站
- 上野恩賜公園（上野公園）－本站位於公園南端之地下。
- 阿美橫丁
- 鈴本演藝場（日语：鈴本演芸場）
- 江戶上野廣小路亭（日语：お江戸上野広小路亭）
- 下町風俗資料館（日语：下町風俗資料館）
- 友都八喜多媒體上野
- 上野丸井
  - 上野站前郵便局
- ABAB（日语：アブアブ赤札堂）上野店
- 松坂屋上野店
- 上野廣小路站（東京地下鐵銀座線）、上野御徒町站（都營地下鐵大江戶線） - 地面步行約5分。2009年3月16日上野中央通地下步道完成後，可透過該地下道前往御徒町站與仲御徒町站。
- 舊岩崎邸庭園

### 巴士路線
正面口附近有「京成上野站」與「上野公園山下」兩個巴士站。詳情請參照上野站#巴士路線。

## 相鄰車站
京成電鐵
 本線
- ■「Skyliner」始發站、■「Morning Liner」終到站、■「Evening Liner」始發站

■快速特急、■Access特急、■特急、■通勤特急、■快速、■普通
京成上野（KS01）－日暮里（KS02）
- 在跨年夜、大年初一等特定日子，■「City Liner」也會在本站始發。
- 以前本站－日暮里間有博物館動物園站和寛永寺坂駅（日语：寛永寺坂站）存在。前者於1997年（平成9年）4月1日停止營業，2004年（平成16年）4月1日廢止。後者於1947年（昭和22年）8月21日廢止。
- 本站（京成上野站）與鄰站日暮里站之間的最高速度為全列車共通的50km/h，但由於地下區間連續急轉彎有40km/h速度限制，因此2.1km的距離需要近4分鐘。

## 延伸閱讀
- 石本祐吉「京成電鉄“不思議発見”」『鉄道ピクトリアル』632号、電気車研究会、1997年1月

## 外部連結
- 京成上野｜電車與車站資訊｜京成電鐵
- 上野／車站構內地圖 | 成田機場Access Guide | Skyliner／成田機場Access | 京成電鐵 （页面存档备份，存于）
- 京成上野站PDF - 京成電鐵